# Església de Sant Miquel (Bakú)
L'Església de l'Arcàngel Miquel (en àzeri: Mixayil Arxangel kilsəsi, rus: Михайло-Архангельский храм) o Flotskaya (Església de la Flota) és una Església ortodoxa russa al centre de la ciutat de Bakú, la capital de l'Azerbaidjan, localitzada just al carrer Zargarpalan. L'església està dedicada a Sant Miquel Arcàngel. L'església és atesa per Igumen Serafim (Bideyev), sacerdots i diaca.
L'església solia estar entre el grup d'esglésies militars i pertanyia a la flotilla del Caspi per això va ser anomenada "Flotskaya". Tot i que la data exacta de la fundació de l'església no es coneix, la data aproximada és 1850, tal com es descriu en els escrits del "Kavkaz" (Caucas) diari publicat el 1855.